# Samjeon-dong
Samjeon-dong là một phường, dong của Songpa-gu, Seoul, Hàn Quốc. Tên của nó có nguồn gốc từ 3 cánh đồng.

## Liên kết
- (tiếng Hàn) Trang trung tâm dân cư Samjeon-dong[liên kết hỏng]
- Bản đồ Songpa-gu